# 통상협정
통상협정(通商協定)은 무역에 국한시켜 당사국 사이에서만 체결되는 협정. 따라서 통상조약보다는 범위가 좁고 무역계획과 수입대금의 결제방법에 대해 체결된다. 이 통상협정은 무역정책 가운데서 직접적인 통제에 속한다.

## 같이 보기
- 통상항해조약